# Андовер (Масачусетс)
Андовер (енгл. Andover) насељено је место без административног статуса у америчкој савезној држави Масачусетс.

## Демографија
По попису из 2010. године број становника је 8.762, што је 862 (10,9%) становника више него 2000. године.
| Група             | 2000.         | 2010.         |
| Белци             | 7.347 (93,0%) | 7.633 (87,1%) |
| Афроамериканци    | 85 (1,1%)     | 153 (1,7%)    |
| Азијати           | 248 (3,1%)    | 448 (5,1%)    |
| Хиспаноамериканци | 144 (1,8%)    | 375 (4,3%)    |
| Укупно            | 7.900         | 8.762         |